# Archiv für Tierzucht/Archives of Animal Breeding
Archiv für Tierzucht/Archives of Animal Breeding is een internationaal, aan collegiale toetsing onderworpen wetenschappelijk tijdschrift op het gebied van de veeteelt.
De naam wordt in literatuurverwijzingen meestal afgekort tot Arch. Tierz.